# House of Cards (série americana)
House of Cards é uma série de televisão via streaming de origem americana e do gênero drama político, criada por Beau Willimon para a plataforma Netflix. Tem como protagonista Kevin Spacey, como Francis Underwood, um político ambicioso que almeja um alto cargo público em Washington, DC. House of Cards é uma adaptação do romance homônimo escrito por Michael Dobbs e da minissérie britânica criada por Andrew Davies. 
A primeira temporada de treze episódios foi disponibilizada na íntegra no dia 1 de fevereiro de 2013. A segunda foi lançada no dia 14 de fevereiro de 2014 com o mesmo número de episódios. Sua temporada final chegou a plataforma em 2 de novembro de 2018, contando com oito episódios.
No Brasil a série também é transmitida pelo canal Paramount Channel e em Portugal a série é exibida em exclusivo no Canal TVSéries. Foi a primeira série transmitida em resolução 4K pela Netflix, sendo sucedida pelas remasterizações de Breaking Bad e Orange Is the New Black.

## Enredo
Num drama sobre as consequências do poder e da corrupção, Francis Underwood (Kevin Spacey) está sedento por sucesso e nada o detém. Trata-se de uma história onde são ultrapassados os limites para satisfazer o desejo de um homem que ambiciona governar o mundo.

## Episódios
| Temporada | Temporada | Episódios | Episódios | Originalmente lançado   |
| --------- | --------- | --------- | --------- | ----------------------- |
|           | 1         | 13        | 13        | 1 de fevereiro de 2013  |
|           | 2         | 13        | 13        | 14 de fevereiro de 2014 |
|           | 3         | 13        | 13        | 27 de fevereiro de 2015 |
|           | 4         | 13        | 13        | 4 de março de 2016      |
|           | 5         | 13        | 13        | 30 de maio de 2017      |
|           | 6         | 8         | 8         | 2 de novembro de 2018   |

## Temporadas

### 1ª temporada (2013)
A série começa com o congressista Francis Underwood a exibir o seu pragmatismo implacável ao matar um cão de estimação em sofrimento com as próprias mãos, enquanto explica ao público que existem momentos em que é necessário que alguém faça algo muito desagradável, mas extremamente necessário. Ao longo da temporada, seguimos Francis "Frank" Underwood, um congressista democrata da Carolina do Sul, sedento de poder, que após assegurar a eleição do presidente Garrett Walker, com o objetivo de vir a ser nomeado secretário de Estado, fica devastado por descobrir que está a ser preterido. A Chefe de Gabinete Linda Vasquez revela a Frank que o presidente quer que ele promova a sua agenda no Congresso e, por isso, não vai honrar o acordo. "A ferver por dentro", Frank controla a raiva e esconde a decepção, para se apresentar como um tenente útil para o presidente e a sua agenda. Contudo, na verdade, Frank Underwood inicia um plano elaborado "nas costas do presidente", com o objetivo final de ganhar poder para si mesmo.
A esposa de Frank, Claire, dirige uma ONG, denominada Clean Water Initiative (Iniciativa para Água Limpa), mas as suas intenções não são explícitas. Ela aparenta usar a organização para cultivar o seu próprio poder e influência, mas o seu objetivo final permanece desconhecido. No primeiro episódio, ela considera que a sua organização bem-sucedida tem um impacto muito limitado. Ávida pela notoriedade internacional, ela decide mudar o foco da sua organização para o apoio na criação de poços no estrangeiro. Esta opção é recebida com grande desconfiança pela funcionária responsável pelo escritório. Em seguida, Claire pede-lhe para demitir metade dos funcionários da organização e, no final do dia, informa-a que ela também está despedida. É óbvio, desde o início da série, que Claire partilha tanto o pragmatismo implacável como o desejo de poder, com o marido.
Underwood engendra um plano altamente complexo para obter uma posição no gabinete, através da aquisição de peões que ele pode manipular em favor do seu jogo de poder. Ele começa uma relação simbiótica e, também, sexual, com Zoe Barnes, uma jovem repórter política muito ambiciosa, e, em seguida, faz um acordo com ela: ela vai publicar histórias prejudiciais sobre os rivais políticos dele. Enquanto isso, ele manipula Peter Russo, um congressista conturbado da Pensilvânia, para o ajudar a minar a escolha de Walker para o cargo de secretário de Estado, o senador Michael Kern. Underwood consegue assim que Kern seja substituído pela sua escolha, a senadora Catherine Durant. Underwood também usa Russo num plano para acabar com uma greve de professores e passar uma lei de educação, o que melhora a sua posição junto do presidente Walker.

### 2ª temporada (2014)
Com Francis Underwood cada vez mais perto de ser empossado como vice-presidente dos EUA, Zoe e os seus colegas, Lucas Goodwin e Janine Skorsky, continuam a investigar com o objetivo final de localizar Rachel Posner. Doug Stamper, assessor de Frank, leva Rachel para uma casa segura enquanto Frank atrai Zoe a uma estação de metro e, sem ser visto por testemunhas ou câmaras de segurança, empurra-a para a linha de comboio antes de este passar.
A morte de Zoe provoca duas reações muito diferentes em Janine e Lucas. A primeira abandona a investigação e aceita o cargo de professora em Ithaca, Nova Iorque, para ficar longe do perigo potencial que também a poderia ter matado. Enquanto Lucas continua a investigação sozinho e pede a ajuda de um hacker para recuperar o histórico de mensagens escritas de Frank da AT&T. Contudo, o hacker, Gavin Orsay, está a trabalhar com Doug Stamper com o objetivo de prender Lucas, o que leva a que o jornalista seja apanhado numa armadilha e preso, acusado de ciberterrorismo pelo FBI.
Claire torna-se numa amiga próxima da Primeira Dama, e juntas apoiam um projeto-lei para reformar as acusações de agressão sexual no seio dos militares. Claire revela numa entrevista que sofreu um aborto, após ter sido violada na faculdade por um homem que acabara de ser promovido a general. Mais tarde, Claire descobre que o casamento do Presidente se encontra numa situação difícil e oferece a ajuda de um conselheiro matrimonial à Primeira Dama.

### 3ª temporada (2015)
A Netflix anunciou a 4 de fevereiro de 2014 que a série seria renovada para uma terceira temporada. Todos os episódios da temporada foram lançados a 27 de fevereiro de 2015. Esta temporada narra os primeiros meses da presidência de Frank Underwood.
Frank começa por tentar aprovar um programa de incentivo a novos postos de trabalho chamado "America Works". Contudo, enfrenta de imediato as enormes pressões dentro do seu próprio partido, com traição e oposição à mistura. Determinado a deixar um legado, Underwood faz movimentos ambiciosos para disputar as eleições presidenciais de 2016, começando com as primárias democratas, onde se depara com Heather Dunbar.
Depois de fugir para a Venezuela, Gavin revela que deu informações falsas e que Rachel está viva. Ele esclarece que só revela a localização de Rachel, se Doug o ajudar a retirar um amigo da prisão. Doug encontra Gavin e entra em confronto com ele para obter as informações, em seguida, sai em busca de Rachel, que trabalha em um bar limpando-o e em supermercado a noite pagar a identidade falsa.No fim, Frank Underwood vence as previas dos Partido Democrata, assim sendo o escolhido para concorrer a presidência dos Estados Unidos, entretanto o seu grande álibi que ajudou a conseguir isso. Sra. Claire Underwood o abandona, sendo o suspense para a próxima temporada.

### 4ª temporada (2016)
Em sua quarta temporada a série narra a campanha presidencial de Frank Underwood, tendo sido exibida no mesmo ano em que os Estados Unidos tiveram uma real campanha para escolha do presidente. Por essa razão pela qual a Netflix fez uso de imagens publicitárias que forjavam propaganda política para divulgar o retorno da série em 2016. A 2 de abril de 2015, a Netflix confirmou que produziria uma quarta temporada da série, com estreia prevista para 2016. As filmagens começaram a 16 de junho de 2015.
A 4º temporada estreou em 4 de março de 2016.
No Brasil para divulgar o lançamento da nova temporada a Netflix fez editoriais falsos que simularam noticias sobre a campanha de Frank Underwood nas capas das  revistas  Veja e CartaCapital.

### 5ª temporada (2017)
A quinta temporada acompanha Frank e Claire durantes as últimas semanas antes da eleição presidencial contra seu oponente, Will Conway. Enquanto Frank faz de tudo para se manter no mais alto cargo dos Estados Unidos perante ameaças do grupo terrorista OCI (Organização do Califado Islâmico), Claire tem outros planos, que podem atrapalhar as conquistas do marido.
Teve seu primeiro teaser anunciado em 20 de janeiro de 2017, após a posse do presidente americano Donald Trump. Estreou em 30 de maio de 2017.

## Elenco
- Kevin Spacey como Francis J. "Frank" Underwood, um democrata do 5º distrito congressional da Carolina do Sul. Ele é líder do partido no Congresso na primeira temporada, o vice-presidente dos Estados Unidos na segunda temporada, o 46.º presidente dos Estados Unidos nas temporadas de três a cinco e o primeiro-cavalheiro dos Estados Unidos na quinta temporada. (temporadas 1–5)[14]
- Robin Wright como Claire Underwood, esposa de Frank. Ela dirige a Iniciativa Água Limpa, uma organização não governamental, na primeira temporada, antes de desistir de se tornar a segunda-dama dos Estados Unidos na segunda temporada. Ela então se torna embaixadora dos Estados Unidos nas Nações Unidas na terceira temporada e primeira-dama dos Estados Unidos nas temporadas três a cinco, atuando brevemente como presidente dos Estados Unidos na quinta temporada antes de se tornar vice-presidente dos Estados Unidos e depois 47.ª presidente da Estados Unidos no final da temporada.[15]
- Kate Mara como Zoe Barnes, uma repórter do jornal The Washington Herald que, desesperada por uma grande história, faz um acordo com Underwood para informações sobre o executivo e legislativo.[16]
- Corey Stoll como Deputado Peter Russo, um congressista ítalo-americano da Pensilvânia. Ele é divorciado, tem dois filhos e tem um caso com sua assistente.
- Michael Kelly como Doug Stamper, o Chefe de Gabinete de Underwood.
- Kristen Connolly como Christina Gallagher, uma obstinada assistente executiva que está tendo um caso com Russo.[16]
- Sakina Jaffrey como Linda Vasquez, a Chefe de Gabinete do novo presidente.[17]
- Constance Zimmer como Janine Skorsky, uma jornalista colega de Barnes.[18]
- Sandrine Holt como Gillian Cole, uma parceira de Claire em sua organização para levar água potável a países de terceiro mundo.[19]
- Sebastian Arcelus como Lucas Goodwin, um editor do The Washington Herald.
- Michel Gill como Garrett Walker, o 45.º presidente dos Estados Unidos e ex-governador do Colorado. Ele confia em Underwood como um conselheiro próximo e tenente, mas permanece cego a suas maquinações. (temporadas 1-2, 4-5)[19]
- Dan Ziskie como Jim Matthews, o vice-presidente e ex-governador da Pensilvânia.
- Ben Daniels como Adam Galloway, um fotógrafo profissional.
- Mahershala Ali como Remy Danton, um lobista que trabalha para uma companhia de gás natural.
- Gerald McRaney como Raymond Tusk, um rico empresário e amigo pessoal do presidente, oferecendo seus conselhos a ele em segredo.
- Boris McGiver como Tom Hammerschmidt, o editor executivo do The Washington Herald.
- Jayne Atkinson como Senadora Catherine Durant, mais tarde nomeada Secretária de Estado.

## Produção

### Concepção
O mundo das noites de terças-feiras às 19h30min, isso está morto. Uma lança atravessou seu coração, sua cabeça foi cortada e sua boca foi recheada com alho. A audiência cativa se foi. Se você dá as pessoas esta oportunidade de assistir tudo em um dia, há motivos para acreditar que eles vão fazer isso.

— David Fincher
A produtora independente Media Rights Capital (MRC) comprou os direitos do romance House of Cards, de Michael Dobbs, com a intenção de criar uma série de televisão. Depois de terminar a produção de The Curious Case of Benjamin Button em 2008, David Fincher conheceu a minissérie da BBC House of Cards. Ele ficou interessado em produzir uma série de televisão com Eric Roth. Fincher disse ter ficado interessado por causa de seu formato longo, "Se você está trabalhando na indústria do cinema, você está pensando nos termos de um formato de duas horas que precisa de um tipo de narrativa balística que não permite que as caracterizações sejam complexas, ou profundas, ou em camadas, ou que você possa revelar lentamente e ser multifacetado". Ele completou, "Tenho sentido nos últimos dez anos que os melhores roteiros para os atores estavam acontecendo na televisão. Então eu estava querendo fazer algo que fosse de formato longo".
A MRC foi a várias emissoras apresentando a série, incluindo a HBO, Showtime e AMC, porém o site Netflix, querendo lançar seu próprio conteúdo original, superou seus concorrentes. Ted Sarantos, Chefe de Conteúdo da Netflix, observou os dados dos usuários do site e concluiu que haveria uma audiência para o programa. "Pareceu muito promissor", afirmou Sarantos, "a perfeita junção de material e talento". Ao procurar um roteirista para fazer a adaptação, Fincher disse que precisavam de alguém "que faria a devida diligência de transplantar a política parlamentária para Washington". Beau Willimon acabou sendo contratado e terminou o roteiro do episódio piloto no começo de 2011. Ao desenvolver o programa, "Eu vi grandes oportunidades para fazê-lo nosso, para fazê-lo contemporâneo, para aumentar sua extensão e aprofundar sua história".

Este é o futuro, streaming é o futuro. A TV não será TV daqui a cinco anos ... todos estarão streaming.

— Beau Willimon
O projeto foi anunciado em março de 2011, com Kevin Spacey no papel principal e também trabalhando como produtor executivo. Fincher foi anunciado como diretor dos primeiros dois episódios e Willimon como roteirista. A Netflix encomendou 26 episódios que formariam duas temporadas. Spacey afirmou que era uma "nova perspectiva" o modelo da Netflix de disponibilizar todos os episódios de uma só vez. Ele também disse que o comprometimento do site para 26 episódios deu a série uma maior continuidade, "Sabemos exatamente para onde estamos indo".

### Seleção de elenco
Tive a sorte de entrar no cinema em uma época que era bem interessante para o drama. Mas se você olhar agora, o foco não está nos mesmos tipos de filmes que eram feitos nos anos 90. Quando olho agora, os enredos mais interessantes e os personagens mais interessantes estão na TV.

— Kevin Spacey
Fincher afirmou que todos os membros do elenco principal eram a primeira escolha. Na primeira leitura conjunta dos roteiros, ele disse aos atores, "Quero que todos saibam [...] que cada ator aqui representa nossa primeira escolha para estes papéis. Então não estraguem tudo". Spacey, cujo último trabalho na televisão tinha sido em Wiseguy, gostou do roteiro. Ele então foi interpretar Ricardo III da Inglaterra no teatro, que Fincher disse que era um "excelente treinamento". O ator afirmou que lançar todos os episódios de uma vez é o caminho que a televisão está tomando, "Quando pergunto aos meus amigos o que eles fizeram no fim de semana, eles dizem, 'Ah, eu fiquei assistindo três temporadas de Breaking Bad', ou são duas temporadas de Game of Thrones". Ele foi oficialmente escalado em 18 de março de 2011. Fincher abordou Robin Wright para estrelar a série enquanto os dois estavam trabalhando juntos em The Girl with the Dragon Tattoo. Ela foi escolhida como Claire Underwood em junho de 2011. Kate Mara foi escolhida para interpretar Zoe Barnes em fevereiro de 2012. A irmã de Mara, Rooney, havia trabalhado com Fincher em The Social Network e The Girl with the Dragon Tattoo, e quando a atriz leu o papel de Barnes, ela se "apaixonou pela personagem" e pediu para sua irmã "falar sobre mim para Fincher". Mara foi chamada para um teste no mês seguinte.
Em 16 de março de 2012, foi anunciado que Sakina Jeffrey havia sido contratada para fazer Linda Vasquez, a Chefe de Gabinete do novo presidente. Alguns dias depois, Constance Zimmer foi anunciada como a jornalista Janine Skorsky. Em 29 de março, Michael Gill foi escalado como o Presidente Garrett Walker e sua esposa Jayne Atkinson como a Senadora Catherine Durant; junto deles também foi anunciado que Sandrine Hold interpretaria Gillian Cole. No dia seguinte, Mahershalalhashbaz Ali, que trabalhou com Fincher em The Curious Case of Benjamin Button, entrou para o elenco como o lobista Remy Danton.

### Encerramento
No dia 30 de outubro de 2017 a Netflix anunciou que a 6.ª temporada programada para ir ao ar em 2018, seria a última.

## Recepção da crítica
House of Cards teve recepção geralmente favorável por parte da crítica especializada. Na sua 1ª temporada, em base de 25 avaliações profissionais, alcançou uma pontuação de 76% no Metacritic. Por votos dos usuários do site, atinge uma nota de 9.0, usada para avaliar a recepção do público.